# Charles Dadant
Charles Dadant est né le 23 mai 1817 à Vaux-sous-Aubigny (aujourd’hui Le Montsaugeonnais) en Haute-Marne (Royaume de France) et mort le 16 juillet 1902 à Hamilton dans l’Illinois (États-Unis) où il émigra en 1863. 
Dadant est considéré comme l'un des fondateurs de l'apiculture moderne. Il inventa la Dadant (ruche) (42 × 26,6 cm) et fonda à Hamilton l'une des premières fabriques de matériel apicole. L'usine reste la propriété de la famille Dadant.

## Biographie
Fils de médecin, il devient commis-voyageur.
En 1863, à l'âge de 46 ans, Charles Dadant émigre aux États-Unis et s'installe à Hamilton, dans l'Illinois. Son projet initial était d'y établir une exploitation viticole. Cependant, ce rêve ne se concrétise pas. Après avoir fait venir sa famille de France et acheté une ferme, il se retrouve avec peu de moyens financiers et une connaissance limitée de la langue anglaise .
Dadant se tourne alors vers l'apiculture, un passe-temps qu'il avait appris en France . Il apprend l'anglais en s'abonnant au New York Tribune . Pendant ses années en France, il s'était instruit en lisant les œuvres du biologiste Jean-Baptiste Lamarck et les théories du socialiste Charles Fourier. Sa rencontre avec l'apiculteur américain Moses Quinby l'enthousiasme et l'incite à poursuivre dans la voie de l'apiculture.
À la fin de la guerre de Sécession américaine, il débute son exploitation avec neuf colonies d'abeilles. Accompagné de son jeune fils, il parcourt le Mississippi pour vendre du miel et de la cire d'abeille, dont il confectionnait également des bougies.
Sa rencontre en 1849 avec l'inventeur Paix de Beauvoys (identifié comme l'auteur de la première ruche à cadres) et la lecture de son ouvrage, furent un moment marquant de sa vie.
Sa rencontre avec l'apiculteur Moses Quinby l'enthousiasma et l'incita à poursuivre en apiculture. À la fin de la guerre civile, Dadant débute avec 9 colonies et parcourt le Mississippi, avec son fils, où il vend du miel et de la cire (dont il confectionne des bougies).
Dadant adopta le système des ruches à cadres mobiles (l'apiculture dite « mobiliste » est relative aux cadres amovibles, qui s'oppose à l'apiculture « fixiste » où les bâtisses de cire sont figées, comme les abeilles construisent dans la nature). Il adapta ses ruches, les ruches Dadant, à des dimensions précises. Ce choix de ruches a fait perdurer son image dans le temps, par les modèles de ruches qui portent encore aujourd'hui son nom.

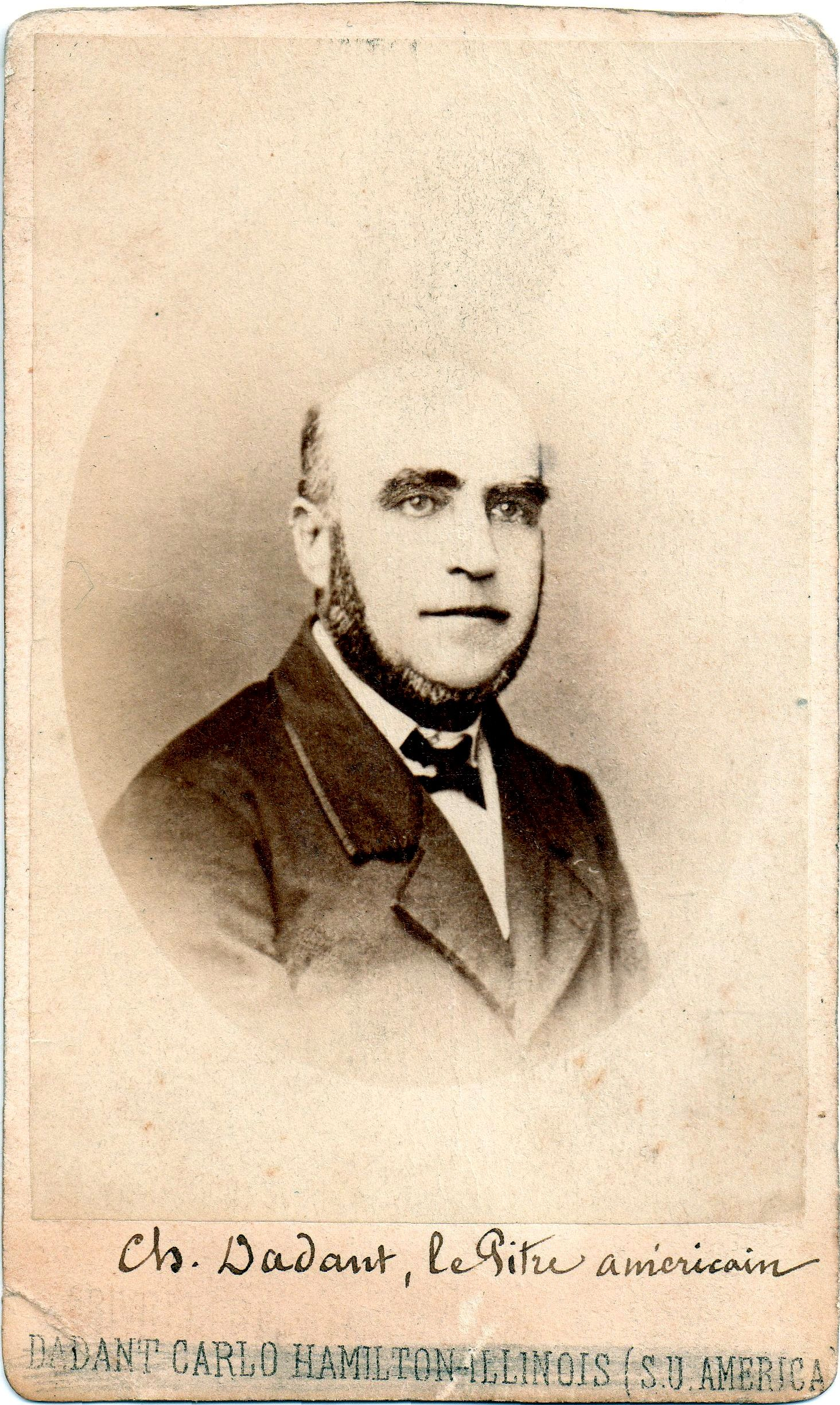
Charles Dadant jeune
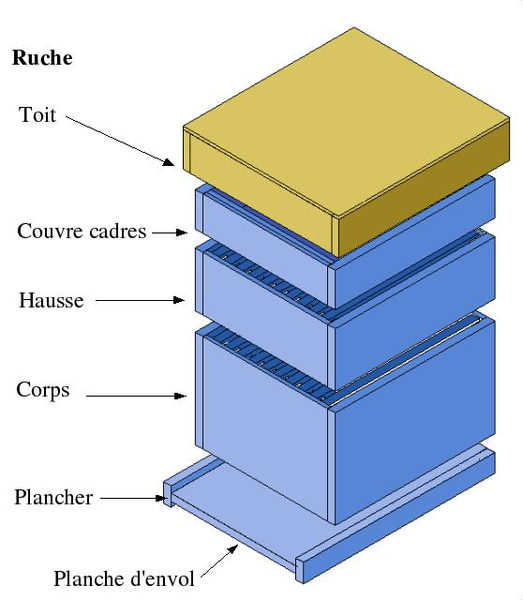
Ruche pastorale Dadant